# Maximilien-Emmanuel en Bavière
Maximilien Emmanuel, duc en Bavière (en allemand : Maximilian Emanuel, Herzog in Bayern), né le 7 décembre 1849 à Munich  et mort le 12 juin 1893 à Feldafing, est le fils de Maximilien en Bavière et de Ludovica de Bavière.
Il est le plus jeune des frères de l'impératrice Élisabeth d'Autriche, la célèbre Sissi. Il est surnommé Mapperl et fonde, en se mariant avec Amélie de Saxe-Cobourg-Gotha, la lignée dite de Biederstein, en référence à sa résidence, le château de Biederstein à Munich.

## Biographie

### Famille
Maximilien-Emmanuel est membre de la lignée ducale de la maison de Bavière. Né à Munich, le 7 décembre 1849, il est le dixième et dernier enfant de Maximilien en Bavière et de Ludovica de Bavière, mariés en 1828. Il a cinq sœurs, dont deux sont particulièrement célèbres : Élisabeth (1837-1898), connue sous le surnom de Sissi, impératrice d'Autriche en 1853 et Marie (1841-1925), devenue en 1859 reine des Deux-Siciles. Il a également quatre frères, dont deux survivent à l'enfance : Louis-Guillaume (1831-1920), marié morganatiquement, et Charles-Théodore (1839-1909), médecin ophtalmologue de renom, père d'Élisabeth, reine des Belges.

### Rôle militaire et politique
À l'instar des membres de sa famille, Maximilien-Emmanuel suit une formation militaire. Max Emanuel avait une passion pour l'armée. En 1865, il devient sous-lieutenant dans le 2e régiment d'uhlans royal bavarois (de) et participe à la guerre contre la Prusse en 1866. Max Emanuel y est engagé pendant la bataille de Kissingen où, selon sa mère Ludovika, il est « en grand danger de mort ». À partir de 1867, il sert dans le 3e régiment de chevau-légers royal bavarois (de). Quatre ans plus tard, c'est dans les rangs prussiens qu'il combat contre la France lors de la guerre de 1870. Il est ensuite muté au 1er régiment d'uhlans royal bavarois (de), où il est promu Rittmeister en 1875. Dès l'année suivante, il est nommé major et chef d'escadron au 1er régiment de chevau-légers royal bavarois (de). Maximilien-Emmanuel est également membre de la première chambre (Reichsrat) du parlement bavarois, un mandat plutôt honorifique, dévolu aux membres masculins de la maison de Wittelsbach, mais qui confère à son détenteur un rang officiel lors de ses déplacements.

### Mariage

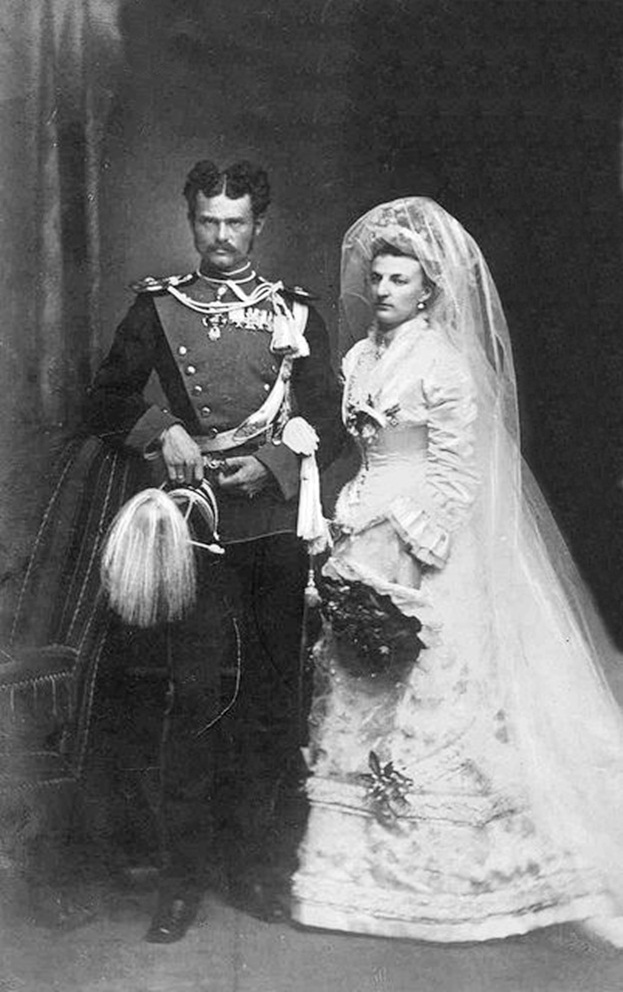
Mariage de Max-Emmanuel et d'Amélie de Saxe-Cobourg-Gotha
en 1875.

Maximilien-Emmanuel épouse, au château d'Ebenthal, le 20 septembre 1875, Amélie de Saxe-Cobourg-Gotha (23 octobre 1848 - 6 mai 1894), fille du prince Auguste de Saxe-Cobourg-Gotha et de Clémentine d'Orléans. Amélie est également petite-fille du roi des Français Louis-Philippe Ier et sœur du futur tsar Ferdinand Ier de Bulgarie.
Amélie, dont la fortune paternelle est considérable, possède de nombreux talents artistiques : musique et peinture. Elle a reçu plusieurs propositions matrimoniales qu'elle a déclinées : le comte de Caserte en 1867, puis successivement deux princes de la maison de Hohenzollern, les princes Carol (futur souverain de Roumanie), et son frère Frédéric. Toutefois, la princesse Clémentine, véritable chef de famille avait refusé ces deux derniers partis, ne souhaitant pas voir régner sa fille en Roumanie orthodoxe, ni s'établir à Berlin, étant antiprussienne. Maximilien très épris d'Amélie, peut donc s'unir avec l'aval de Clémentine, et les jeunes gens se fiancent en mai 1875. Le couple et ses enfants forment la lignée de Biederstein, en référence au château de Biederstein, dans le quartier de Schwabing, à Munich, où ils résident à partir de la fin de l'année 1876.

### Postérité: la lignée de Biederstein
De cette union naissent trois fils, dont aucun n'aura d'enfants :
- Siegfried August, duc en Bavière (né à Bamberg le 10 juillet 1876 et mort à Munich le 12 mars 1952), célibataire et sans descendance ;
- Christoph, duc en Bavière, (né au château de Biederstein, à Munich, le 22 avril 1879 et mort dans la même ville le 10 juillet 1963), il épouse Anna Sibig (18 juillet 1874 - 1er janvier 1958), sans descendance ;
- Luitpold Emanuel, duc en Bavière (né au château de Biederstein, à Munich, le 30 juin 1890 et mort à Wildbad Kreuth le 16 janvier 1973), célibataire et sans descendance.

### Mort
Maximilien-Emmanuel en Bavière meurt, à l'âge de 43 ans, le 12 juin 1893 dans la station de cure bavaroise de Feldafing, des suites d'hémorragies digestives. Il est inhumé le 15 juin suivant en l'église Saint-Quirin de Tegernsee. Ce fut une des plus belles histoires d'amour du gotha. Amélie ne lui survit que quelques mois.

## Honneurs

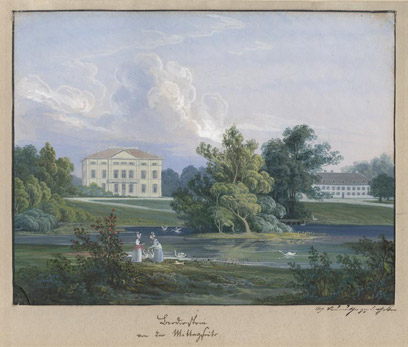
Le château de Biederstein en 1830 (à gauche le nouveau château et à droite l'ancien château), aquarelle de Carl August Lebschée.

- Chevalier de l'ordre de Saint-Hubert (Bavière) ;
- Commandeur de l'ordre de Saint-Georges (Bavière) ;
- Grand-croix de l'ordre d'Henri le Lion (duché de Brunswick) ;
- Croix du Mérite militaire (Mecklembourg-Schwerin) de seconde classe ;
- 1041e Chevalier de l'ordre de la Toison d'or d'Autriche (1875) ;
- Chevalier de l'ordre de l'Aigle noir (Royaume de Prusse) (11 septembre 1872) ;
- Croix de fer de seconde classe (Royaume de Prusse) (1870) ;
- Grand-croix de l'ordre de la Maison ernestine de Saxe (duché de Saxe-Cobourg et Gotha) (1875).

#### Ouvrages
- Olivier Defrance, La Médicis des Cobourg : Clémentine d’Orléans, Bruxelles, Racine, 2007, 368 p. (ISBN 978-2-87386-486-6 et 2-87386-486-9, lire en ligne).
- Michel Huberty et Alain Giraud, L'Allemagne dynastique : Wittelsbach, t. IV, Le Perreux-sur-Marne, Alain Giraud, 1985, 545 p. (ISBN 978-2-901138-04-4).
- Othmar Hackl (de): Die Bayerische Kriegsakademie (1867–1914). C.H. Beck´sche Verlagsbuchhandlung, München 1989,  (ISBN 3-406-10490-8), S. 403.
- Norbert Nemec (de): Erzherzogin Maria Annunziata (1876–1961). Die unbekannte Nichte Kaiser Franz Josephs I.  Böhlau Verlag, Wien 2010,  (ISBN 3-205-78456-1).
- Gundula Gahlen: Das bayerische Offizierskorps 1815–1866. Ferdinand Schöningh, Paderborn 2011,  (ISBN 978-3-506-77045-5), S. 635.
- Bernhard Graf (de): Sisis Geschwister. Allitera Verlag, München 2017.
- Christian Sepp: Ludovika. Sisis Mutter und ihr Jahrhundert. August Dreesbach Verlag (de), München 2019.
- Hermann von Witzleben: Die Herzöge in Bayern. Prestel Verlag (de), München 1976,  (ISBN 3-7913-0394-5).

#### Articles
- Damien Bilteryst, Olivier Defrance et Joseph van Loon, « Les Biederstein, cousins oubliés de la reine Élisabeth, années 1875-1906 », Museum Dynasticum, vol. XXXIV, no 1,‎ 2022, p. 2-26 (ISSN 0777-0936, lire en ligne, consulté le 13 octobre 2022).
- Damien Bilteryst, Olivier Defrance et Joseph van Loon, « Les Biederstein, cousins oubliés de la reine Élisabeth, années 1907-1973 », Museum Dynasticum, vol. XXXIV, no 2,‎ 2022, p. 20-50 (ISSN 0777-0936).